# Conus roseorapum
Conus roseorapum е вид охлюв от семейство Conidae. Видът не е застрашен от изчезване.

## Разпространение
Разпространен е в Китай (Гуандун, Гуанси и Фудзиен), Провинции в КНР, Соломонови острови, Тайван, Филипини и Япония.